# Sh2-192
Sh2-192 est une nébuleuse en émission visible dans la constellation de Cassiopée.
Elle est située dans la partie orientale de la constellation, à environ 1 ° nord-est de la grande nébuleuse IC 1805.La période la plus propice à son observation dans le ciel du soir tombe entre les mois de septembre et février et elle est considérablement facilitée pour les observateurs situés dans les régions de l'hémisphère boréal, où elle est circumpolaire jusqu'aux régions tempérées chaudes.
C'est une petite région H II qui fait partie d'un trio de nébuleuses avec Sh2-193 et Sh2-194 voisines. Dans la plupart des publications, elles sont considérées comme faisant partie d'un seul complexe, comme dans le catalogue Avedisova, où elle est également associée à trois sources de rayonnement infrarouge cataloguées par IRAS. Parmi ces sources, il y a IRAS 02407+6047, coïncidant avec un amas ouvert fortement obscurci par le gaz formé par au moins 50 jeunes étoiles, enfermé dans un diamètre de 0,92 parsecs. Aussi à travers ces études émerge une distance similaire au Complexe W3/W4/W5, estimée à environ 2 300 pc (∼7 500 al), auquel ils seraient donc associés. Dans des études antérieures, cependant, ces nébuleuses n'étaient pas considérées comme faisant partie d'un système unique et différentes distances étaient indiquées pour chaque nébuleuse. Dans le cas de Sh2-192, une distance de 3 300 parsecs a été proposée.